# Saint-Martin-lès-Melle
Saint-Martin-lès-Melle är en kommun i departementet Deux-Sèvres i regionen Nouvelle-Aquitaine i västra Frankrike. Kommunen ligger i kantonen Melle som tillhör arrondissementet Niort. År 2018 hade Saint-Martin-lès-Melle 868 invånare.

## Befolkningsutveckling
Antalet invånare i kommunen Saint-Martin-lès-Melle
| Referens: INSEE |